# マキナック海峡

五大湖

マキナック海峡（マキナックかいきょう、英: Straits of Mackinac）とは北アメリカにある五大湖のミシガン湖とヒューロン湖とを繋ぐ海峡。二つの湖を結ぶ航路として利用されている。

## マキナックとマキノー
Mackinac は、本来マキノーと発音されるが、しばしば日本国内では「マキナック」と誤読される。現地語 Michinnimakinong からフランス移民により Michilimackinac と名づけられ、略して Mackinac と綴るが、現在もなお発音はマキノーであり、これはロアー半島側のマキノーシティ (Mackinaw City) と全く同じ発音である。Mackinaw は1761年、イギリス軍がフランスからこの地を奪取したのち、英語読みにするために Mackinaw とされた名残りである。

## 概説
この海峡はアッパー半島とロアー半島を隔てている。鉄道が東部からシカゴまで建設される以前はアメリカ中西部やグレートプレーンズへの殖民の経路の一部となっていた。
最狭部は約8キロメートルで州間高速道路75号線のマキノー橋（マキナック橋）が架かっている。橋ができる前はカーフェリーが海峡を横断していた。